# 門脇耕三
門脇 耕三（かどわき こうぞう、1977年4月 - ）は、日本の建築家、建築学者。明治大学理工学部建築学科准教授で構法計画研究室主宰。学位は、博士（工学）（首都大学東京・2011年）。アソシエイツ株式会社・一級建築士事務所　パートナー。

## 経歴
神奈川県生まれ。1996年3月、玉川学園高等部卒業。2000年3月、東京都立大学工学部建築学科卒業。2001年3月、在学期間短縮制度により東京都立大学大学院工学研究科建築学専攻修士課程修了。
2001年4月から2005年3月まで東京都立大学大学院工学研究科建築学専攻助手。2005年4月から2007年3月までの2年間首都大学東京都市環境学部建築都市コース助手。2007年4月から2009年3月の2年間を首都大学東京大学院都市環境科学研究科建築学専攻助教。2009年4月から2012年3月までの3年間首都大学東京大学院都市環境学環建築学域助教をそれぞれ務める。
首都大学東京大学院の助教を務める傍らの2010年6月から2011年5月まで株式会社リライト技術顧問。途中2011年9月、首都大学東京より博士（工学）の学位が授与される。2011年4月から2016年3月までの4年間を関東学院大学工学部建築学科非常勤講師として過ごす。その間2011年5月から2015年8月まで株式会社リライトデベロップメント技術顧問を兼務。また2012年4月より2019年3月まで明治大学理工学部建築学科専任講師。2012年7月から2014年1月まで一級建築士事務所アソシエイツパートナー。
2013年4月-2019年3月、明治大学大学院理工学研究科 建築学専攻（現：建築・都市学専攻）専任講師。2014年1月、アソシエイツ株式会社・一級建築士事務所パートナー。2016年4月-2016年9月、関東学院大学建築・環境学部建築・環境学科非常勤講師（担当科目：建築・都市デザインスタジオ）。2016年4月、東京藝術大学美術学部建築科非常勤講師。2017年4月、日本女子大学家政学部住居学科非常勤講師。2018年4月から明治大学出版会副会長・編集委員長。2019年4月、明治大学理工学部建築学科／大学院理工学研究科建築・都市学専攻准教授。
日本建築学会正会員で日本建築学会では建築計画委員会 オープンビルディング小委員会委員（2004年4月-2008年3月）同小委員会教育・普及（国際交流）WG主査（2004年4月-2008年3月）建築計画委員会各部構法計画小委員会委員（2004年4月-2008年3月）建築計画委員会構法計画運営委員会委員。建築計画委員会構法計画運営委員会オープンビルディング小委員会幹事（2008年4月-2012年3月）同小委員会SI技術の開発・実践WG 主査（2008年4月-2012年3月）同小委員会委員（2012年4月- ）同小委員会 CIB W104対応WG幹事（2012年4月-2014年3月）同小委員会現代構法計画研究WG主査（2014年4月-2015年3月）建築計画委員会構法計画運営委員会各部構法設計小委員会委員（2008年4月-2014年3月）構造委員会鉄筋コンクリート構造運営委員会既存RC建物の空間拡大技術検討WG 委員（2008年5月-2010年3月）社会システム委員会住宅ストック小委員会集合住宅WG委員（2009年4月-2012年3月）環境工学委員会建築設備運営委員会次世代排水システム小委員会デザインWG委員（2009年7月-2015年3月）同小委員会委員（2011年4月-2013年3月）地球環境委員会サステナブル建築デザイン小委員会オブザーバー（2011年7月-2015年3月）建築計画委員会構法計画運営委員会持続可能な構築環境の計画・構法WG幹事（2012年4月-2014年3月）関東支部研究運営委員会委員（2012年4月-2014年3月）関東支部建築計画専門研究委員会幹事（2012年4月-2013年3月）同専門研究委員会主査（2013年4月-2014年3月）同専門研究委員会委員（2014年4月-2015年3月、2016年4月-2017年3月）技術報告集委員会委員（2012年6月-2014年5月）同委員会 計画部門部門幹事（2013年6月-2014年5月）教材委員会構造用教材改訂小委員会構法部会委員（2012年9月-2014年3月）建築作品批評準備タスクフォース委員（2013年1月-2013年3月）WEB版「建築討論」レポーター（2013年12月-　）環境工学委員会建築設備運営委員会次世代排水システム適用小委員会委員（2015年4月-2017年3月）関東支部作品選集選考部会委員（2016年4月-2018年3月）会誌編集委員会幹事（2017年8月-2019年5月）
2011年4月、the Tokyo u-club 都市に関する研究奨励賞 優秀賞。
2020年5月23日に開幕する第17回ヴェネチア・ビエンナーレ国際建築展にて，日本館のキュレーター。
「Bamboo Pavilion Project」実施コンペ（e【スモールイー】）（2008年）。
キルコス国際建築設計コンペティション2012、2013、2014（キルコス国際建築設計コンペティション実行委員会）。
2012 International Student Competition on Open Building "Long Lasting Buildings in Transformation"（CIB W104 Open Building Implementation, China National Engineering Research Center for Human Settlements and Faculty of Architecture, the University of Hong Kong。2012年）。
第36回 学生設計優秀作品展「Portfolio Review 2013 －建築・美術系学生ポートフォリオ展－」（学生設計優秀作品展組織委員会・レモン画翠）。
ナカノオープンスペースデザインコンペティション（明治大学建築計画研究部、2013年）。
「都市のスキマ」コンペティション（2014年）。
WADA賞選考会議2014, 2014年。
トウキョウ建築コレクション2013 全国修士論文展（トウキョウ建築コレクション2013実行委員会）
トウキョウ建築コレクション2014 プロジェクト展（トウキョウ建築コレクション2014実行委員会、2014年）トウキョウ建築コレクション2015 全国修士設計展（トウキョウ建築コレクション2015実行委員会、2015年）。
赤レンガ卒業設計展2015（赤レンガ卒業設計展実行委員会、2015年）赤レンガ卒業設計展2017（赤レンガ卒業設計展実行委員会、2017年）。
建設省 総合技術開発プロジェクト「投資効率向上・長期耐用型集合住宅の建設・再生技術の開発」 中課題1委員会 スケルトンのキャパシティ評価WG　委員，1999年7月-2000年3月）。
大阪府住宅供給公社 公社住宅ストック再生研究会 構法計画からみた公社住宅ストックのキャパシティ分析WG　委員（2001年4月-2002年3月）。
都市基盤整備公団 横須賀プロジェクト施工調査委員会　委員（2001年4月-2002年3月）。
社団法人 建築・設備維持保全推進協会 公共住宅ロングライフ化研究委員会　委員（2002年6月-2003年3月）。
積水ハウス株式会社 住まいの図書館 構法計画ネットワーク　データベース編集委員（2003年1月-2013年3月）。
首都大学東京21世紀COEプログラム「巨大都市建築ストックの賦活・更新技術育成」＋都市再生機構 技術・コスト管理室 設計計画課 集合住宅ストック活用勉強会・意見交換会　事務局（2004年4月-2008年3月）。
独立行政法人 建築研究所 ストックプロジェクトチーム ワークショップ　オブザーバー（2005年2月-2005年3月）。
財団法人 住宅総合研究財団 コレクティブハウジング研究委員会　研究協力委員（2007年5月-2009年3月）。
『建築評論の現在』展（門脇耕三／アソシエイツ＋明治大学構法計画研究室、2017年5月 - 2017年5月）
2015 ART WEST BUND（2015年9月 - 2015年12月）
日本建築学会 建築文化週間2014「東京オリンピック2020から東京を考える」展（2014年10月 - 2014年10月）
Trans Arts Tokyo「建築的思考のパラダイム」展（2012年10月 - 2012年11月）
「21世紀の首都」展（2012年10月 - 2012年10月）
大韓住宅公社 ドンホン団地再生プロジェクト　アドバイザー（2008年4月-2008年12月）。
一般社団法人 日本サステナブル建築協会 ライフサイクルカーボンマイナス住宅研究・開発委員会 先導技術・開発委員会 LCCM住宅設計部会　委員（2009年5月-2012年3月）。
国土交通省建設技術研究開発助成制度「既存構造躯体の撤去・補強を核としたWPC構造住宅高度利用促進技術の開発」についての産学官テーマ推進委員会　幹事（2008年8月-2010年3月）総合技術開発プロジェクト「多世代利用型超長期住宅及び宅地の形成・管理技術の開発」 診断・改修技術WG 委員（2009年8月-2011年3月）。
Hiroshima 2020 Design Charrette ディレクター（2010年1月-2010年12月）。
縮退時代の新しい都市生活展 実行委員会 実行委員長（2011年1月-3月）。
財団法人 ベターリビング 「アドバイザー」を核とした住宅改修促進検討委員会 委員（2010年3月-2012年3月）同委員会 ビジネスモデル検討WG 委員（2010年3月-2012年3月）既築集合住宅の環境・快適性向上に関する住宅改修技術検討委員会 委員（2011年2月-2012年3月）。
FMたちかわ「東京ウェッサイ」 ボードメンバー（2011年10月-2013年3月）運営アドバイザー（2009年12月-2011年9月）。
一般社団法人 アーキエイド 半島復興支援勉強会　副世話人（2012年4月-　）実行委員会　委員（2013年11月-　）同実行委員会　副実行委員長（2014年11月-　）第3回 吉阪隆正賞受賞（日本生活学会、2015年7月）。
横浜ハーバーシティ・スタディーズ2012 ディレクター（2012年5月-2013年3月）実行委員会　委員（2014年7月-　）。
SHARE ISSUE ARCHIVES コントリビューター（2013年11月-　）。
第37・38・39回学生設計優秀作品展 組織委員会　委員（2013年12月-　）。
一般社団法人 住総研 シェアが描く住まいの未来研究委員会　委員（2018年6月-2021年3月）。
第17回ヴェネチア・ビエンナーレ国際建築展　日本館キュレーター（2019年7月-2020年12月、honors and awards / 受賞）。
第1回 Leading Scientist Award，首都大学東京 都市環境学部（2006年12月）。
第1回 都市に関する研究奨励賞 優秀賞，the Tokyo u-club（2011年4月）。
「大分県立芸術文化短期大学キャンパス整備基本設計委託」公募型プロポーザル 最終5者入選，大分県立芸術文化短期大学（2015年11月、今村水紀＋篠原勲／miCo.＋橋本緑郎／A&T＋門脇耕三／アソシエイツ設計共同体）。

## 主な作品
- 門脇邸（2014-2018、東京都世田谷区、専用住宅）[5]
- 元速水医院（2015-2017、徳島県那賀郡那賀町、週末住宅（診療所付き住宅のリノベーション）[6]
- つつじヶ丘の家（2014-2015、東京都調布市、専用住宅＋α、長坂常／スキーマ建築計画，明治大学 構法計画研究室と）[7]
- 高見の宿（2013-2015、宮城県石巻市、宿泊所併設住宅（古民家のリノベーション）明治大学 構法計画研究室、長坂常，東北工業大学 福屋粧子研究室らと）
- KZ（2012-　、岩手県釜石市、災害復興公営住宅、上閉伊・AA釜石特定設計共同企業体で）
- hk2（2012、東京都調布市、専用住宅）
- TSA（2012-　、神奈川県横浜市、エネルギー融通を行う集合住宅団地（コンセプト立案）小泉雅生，猪熊純，光嶋裕介，小泉アトリエ，首都大学東京 小泉雅生研究室と）
- TMR（2011- 、宮城県石巻市、防災集団移転促進事業に係る住宅地（計画試案）小泉雅生，猪熊純，角野渉，ほか）
- Nomadic Life on Energy Geometry（2011、東京都大田区、2050年の東京の都市像の構想（「東京 2050 // 12の都市ヴィジョン展」出展作品）小泉雅生，猪熊純，首都大学東京 小泉雅生研究室と）
- LCCM住宅デモンストレーション棟（2009-2011、茨城県つくば市、実証住宅、LCCM住宅研究・開発委員会 設計部会，小泉アトリエ、東京大学生産技術研究所 腰原幹雄研究室，K plus、ZO設計室らと）
- BOEK DECK（2010、東京都渋谷区、展覧会「LLOVE」のブックショップのための什器、UTRECHT、高木次郎、長坂常らと）
- 目白台の住宅（2008-2010、東京都文京区、専用住宅（2世帯住宅）メジロスタジオ、小西泰孝建築構造設計らと）
- un（2007-2008、東京都調布市、専用住宅）
- Leavescape（2008、Liverpool, Merseyside, UK、複合施設（展示施設，ホール，植物・種子生産施設など）メジロスタジオ，アラキ＋ササキアーキテクツらと）
- 養運寺の納骨堂（2008、東京都町田市、納骨堂、上原和建築研究所，伊藤雄一，新井祥太，榎本博之，畑江未央らと）
- 階段一体型エレベータ付加システム試作実験棟（2005-2006、千葉県君津市、階段室型集合住宅へのエレベータ増築システム、深尾精一，小川仁，梅田綾，鈴木啓之，大野良介、山崎真司，見波進，田原健一，柳沼大樹，羽田和樹らと）
- Segmenting House（2006 (unbuilt)、東京都港区、集合住宅住戸のインフィル
- SB05 Tokyo Expo Booth No.23（2005、東京都港区、展示ブース、藤江創らと）
- Piercing House, No.2（2005 (unbuilt)、東京都多摩市、集合住宅住戸（改修計画）、藤江創，小川仁，鈴木啓之、構造計画プラス・ワンらと）
- Piercing House（2004、東京都府中市、集合住宅住戸（改修計画）、藤江創，荒平剛史らと）

## 著書
共著
- せんだいデザインリーグ2018　卒業設計日本一決定戦 Official Book（仙台建築都市学生会議，せんだいメディアテーク（編），株式会社 建築資料研究社   2018年7月   ISBN 978-4-86358-577-5
- リファイニング建築が社会を変える（リファイニング建築のDNAは若い世代にどう伝わったか？）)株式会社 建築資料研究社   2018年2月   ISBN 978-4-86358-564-5
- 赤レンガ卒業設計展作品集2017（赤レンガ卒業設計展実行委員会（編）株式会社　総合資格   2017年12月   ISBN 978-4-86417-236-3
- 内田祥哉 窓と建築ゼミナール（YKK AP窓研究所、株式会社 鹿島出版会   2017年10月   ISBN 978-4306046559